# La partenza inaspettata
La partenza inaspettata è un'opera in due atti di Antonio Salieri, su libretto di Giuseppe Petrosellini. La prima rappresentazione ebbe luogo al Teatro Valle di Roma il 22 dicembre 1779.